# スザンナ・タマーロ
スザンナ・タマーロ（Susanna Tamaro、1957年12月12日 - ）はイタリア・トリエステ生まれの小説家。 
母方がユダヤ系オーストリア人作家、イタロ・ズヴェーヴォの親戚筋として中流階級の家庭に生まれた彼女は、幼少期に父親の失踪、母親との反目などの家庭不和を経験し、祖母の元で少女時代を過ごした（この苦い思い出が後の『独りごとのように』の中の一編『少年』などの背景に反映されている）。10代の終わりに首都ローマに移り、映画実験センターでシナリオを学び、国営放送局RAIのためにいくつかの自然ドキュメンタリー番組の製作に参加。 彼女の最初の小説『うわの空で (原題:La testa fra le nuvole)』は1989年に上梓され、エルザ・モランテ賞を受賞。 彼女の小説第2作『独りごとのように (原題:Per voce sola)』(1991)は『イタリア・ペンクラブ賞』とイタリア文学界の権威ある賞である『ラパッロ賞』を獲得、多くの言語に翻訳された。
1994年に、彼女は『心のおもむくままに (原題:Va' dove ti porta il cuore)』(彼女の代表作の1つ。全世界で35以上の言語に翻訳され、500万冊以上を売り上げた)を上梓した。この作品は翌1995年、クリスティーナ・コメンチーニ（Cristina Comencini）監督によって映画化され、大きな反響を呼んだ。
現在、ローマの北方にあるイタリア中部、ウンブリア州のオルヴィエートに在住。

## 著作
かっこ内は、原題とイタリア本国での発表年。
- うわの空で(La testa fra le nuvole :1989) 泉典子:訳 草思社刊 - エルザ・モランテ賞受賞
- 独りごとのように(Per voce sola :1991) 泉典子:訳 草思社刊 - イタリア・ペンクラブ賞、ラパッロ賞受賞
- でぶっちょミケーレ(Cuore di ciccia :1992) 児童向け小説。林直美:訳 ユーシープランニング刊
- 魔法の輪(Il cerchio magico :1994) 児童向け小説。高畠恵美子:訳 あすなろ書房刊
- 心のおもむくままに(Va' dove ti porta il cuore :1994) 泉典子:訳 草思社刊
- 大地の息づかいがきこえる(Anima Mundi :1997) 泉典子:訳 草思社刊
- トビアと天使(Tobia e l'angelo :1998) 児童向け小説。高畠恵美子:訳 あすなろ書房刊
- 新たな一歩を踏みだすために(Non vedo l'ora che l'uomo cammini :1997年 -日本では1998年) エッセイ集。泉典子:訳 草思社刊
- 心のたどる道(Verso casa :1999) 泉典子:訳 草思社刊
- 本なんて大っきらい(Papirofobia :2000) 児童向け小説。北沢あかね:訳、葉祥明:画 愛育社刊
- 愛って、なに?(Rispondimi :2001) 泉典子:訳 草思社刊
- 迷える女の子たちへの手紙(Più fuoco più vento :2002) エッセイ集。泉典子:訳 草思社刊
- (Fuori - 邦題未確認 :2003)
- (Ogni parola è un seme - 邦題未確認 :2005)
- わたしの声を聞いて(Ascolta la mia voce :2007) 泉典子:訳 草思社刊
- (Luisito. Una storia d'amore - 日本語版未刊行? :2008)

新たな一歩を踏みだすためにと迷える女の子たちへの手紙は、イタリアの週刊誌『ファミリア・クリスティアーナ』に連載されたエッセイ記事をまとめたもの。前者は1996年10月から1997年9月、後者は2000年から2001年(推定)に連載されていた。